# Volvo (sang)
 For alternative betydninger, se Volvo (flertydig). (Se også artikler, som begynder med Volvo)
Volvo er en sang af Eddie Meduza. Sangen kan findes på singlen "Jag Vill Ha En Volvo" (på dansk: Jeg Ønsker Mig En Volvo) og albummet Gasen I Botten fra 1981.
I Aftonbladet blev "Volvo" kåret til Eddie Meduzas trettende bedste sang. I en uofficiel afstemning fra sommeren 2002 om Eddie Meduzas 100 bedste sange endte "Volvo" på sjette plads.

## Tekst
Sangen handler om hovedpersonen, der kører ud med sin Chevrolet fra 1963. Derefter bliver han overhalet af en Volvo, og der er et løb mellem de to.

## Udgivelser
Den første udgave af singlen havde Volvos logo på omslaget, men dette blev ikke værdsat af Volvo, så i den næste udgave havde omslaget ikke Volvos logo.